# Mistrovství Evropy ve fotbale 2028
Mistrovství Evropy ve fotbale 2028, označované též jako UEFA Euro 2028, Euro 2028, bude 18. mistrovství Evropy ve fotbale konané od června do července 2028 ve Velké Británii a Irsku.
Turnaj se bude potřetí konat v Anglii, která již hostila turnaj v roce 1996 a v roce 2020 se zápasy turnaje konaly v Londýně. Podruhé bude turnaj hostit také Skotsko, které rovněž pořádalo zápasy turnaje v roce 2020 v Glasgow, a poprvé se bude konat v Irské republice a Walesu.

## Kandidáti na pořadatelství
UEFA oznámila 16. prosince 2021, že státy, které chtějí pořádat šampionát pro rok 2028 a 2032, musí do 23. března 2022 podat přihlášku. Obdržela tři přihlášky o pořádání turnaje:
- Anglie,  Severní Irsko,  Skotsko,  Wales,  Irsko
- Turecko (přihláška i pro Mistrovství Evropy ve fotbale 2032)
- Rusko (přihláška i pro Mistrovství Evropy ve fotbale 2032)

I přes zákaz od UEFA pro ruské kluby a národní tým kvůli invazi na Ukrajinu podala Ruská fotbalová asociace kandidaturu. Ta byla 2. května 2022 zamítnuta, a to nejen pro EURO 2028, ale i 2032. Turecká asociace 4. října 2023 oznámila, že stáhla svou nabídku a bude se soustředit na společnou kandidaturu s Itálií na Euro 2032.
Dne 10. října 2023 bylo na zasedání UEFA v Nyonu ve Švýcarsku za pořadatele zvoleno Spojené království a Irsko.
| Země                                         | Hlasů       |
| -------------------------------------------- | ----------- |
| Anglie, Severní Irsko, Skotsko, Wales, Irsko | jednohlasně |

## Stadiony
12. dubna 2023 bylo zveřejněno deset hostitelských stadionů, jejichž seznam UEFA potvrdila 10. října 2023. Mezi vynechanými stadiony byl například Anfield, který nemohl hostit zápasy, protože rozměry jeho hřiště neodpovídaly požadavkům UEFA, zatímco Old Trafford byl vyřazen poté, co Manchester United nebyl schopen zaručit, zda bude stadion připraven včas.
Koncem roku 2024 bylo upuštěno (vzhledem ke zpoždění a zvyšujícím se nákladům přestavby stadionu) od navrhovaného severoirského dějiště Casement Park v Belfastu a bylo potvrzeno, že Severní Irsko nebude hostit žádné zápasy, jak bylo původně plánováno.
| Londýn           | Londýn                                                                  | Cardiff                                                                 | Manchester                 |
| ---------------- | ----------------------------------------------------------------------- | ----------------------------------------------------------------------- | -------------------------- |
| Wembley Stadium  | Tottenham Hotspur Stadium                                               | Millennium Stadium                                                      | City of Manchester Stadium |
| Kapacita: 90 652 | Kapacita: 62 322                                                        | Kapacita: 73 952                                                        | Kapacita: 61 000           |
|                  |                                                                         |                                                                         |                            |
| Liverpool        | Londýn Cardiff Manchester Liverpool Newcastle Birmingham Glasgow Dublin | Londýn Cardiff Manchester Liverpool Newcastle Birmingham Glasgow Dublin | Newcastle                  |
| Everton Stadium  | Londýn Cardiff Manchester Liverpool Newcastle Birmingham Glasgow Dublin | Londýn Cardiff Manchester Liverpool Newcastle Birmingham Glasgow Dublin | St James' Park             |
| Kapacita: 52 679 | Londýn Cardiff Manchester Liverpool Newcastle Birmingham Glasgow Dublin | Londýn Cardiff Manchester Liverpool Newcastle Birmingham Glasgow Dublin | Kapacita: 52 305           |
|                  | Londýn Cardiff Manchester Liverpool Newcastle Birmingham Glasgow Dublin | Londýn Cardiff Manchester Liverpool Newcastle Birmingham Glasgow Dublin |                            |
| Birmingham       | Glasgow                                                                 | Dublin                                                                  |                            |
| Villa Park       | Hampden Park                                                            | Aviva Stadium                                                           |                            |
| Kapacita: 52 190 | Kapacita: 52 032                                                        | Kapacita: 51 711                                                        |                            |
|                  |                                                                         |                                                                         |                            |